# 回龙山瑶族乡
回龙山瑶族乡，原为团结瑶族乡，是中华人民共和国湖南省郴州市资兴市下辖的一个民族乡。

## 行政区划
回龙山瑶族乡下辖以下村级行政区划单位：
团结社区、二峰村、半垅村、泮泥村、坪么村、团结村、深坳村和双坑村。